# 小行星3183
小行星3183（3183 Franzkaiser）是卡爾·威廉·萊茵姆特於1949年8月2日在海德堡發現的，它是一顆主帶的小行星。
該小行星以德國天文學家弗朗茲·凱撒命名。

## 外部連結
- JPL Small-Body Database Browser on 3183 Franzkaiser （页面存档备份，存于）